# ȚSKA Moscova (baschet masculin)
CPB ȚSKA Moscova (în rusă Профессиональный баскетбольный клуб ЦСКА (Москва)) este un club profesionist de baschet din Moscova, Rusia. Clubul este membru al VTB United League și al Euroligii. Adesea se face referire la acest club ca "Armata Roșie" pentru legăturile pe care clubul le-a avut cu armata sovietică. Meciurile de acasă din VTB United league se joacă în Complexul Sportiv Universal Alexander Gomelsky, în timp ce meciurile de pe teren propriu din Euroligă se dispută pe Megasport Arena.

## Jucători importanți
Pentru a apărea în această secțiune un jucător trebuie să:
- fi jucat cel puțin un sezon pentru club.
- fi stabilit un record în cadrul clubului sau să fi câștigat un premiu individual în timp ce se afla la club.
- fi jucat cel puțin un meci internațional oficial pentru echipa națională în orice moment.
- să fi avut succese importante în timpul perioadei cât a fost la club, înainte sau după ce a făcut parte din această echipă.

| - Vladimir Andreev - Sergei Bazarevich - Sergei Belov - Ivan Edeshko - Gennadi Volnov - Viktor Zubkov - Armenak Alachachian - Heino Enden - Jaak Lipso - Tiit Sokk - Gundars Vētra - Rimas Kurtinaitis - Vladimir Tkachenko - Alexander Volkov - Alzhan Zharmukhamedov - Ruslan Avleev - Alexandre Bachminov - Vasily Karasev - Sasha Kaun - Victor Khryapa - Andrei Kirilenko - Dmitri Domani - Nikita Kurbanov - Sergei Monia - Nikita Morgunov - Sergei Panov - Zakhar Pashutin - Alexey Savrasenko - Alexey Shved - Dmitri Sokolov - J. R. Holden - Vitaliy Nossov - Victor Keyru - Aleksei Zozulin | - Rubén Wolkowyski - David Andersen - Tomas Van Den Spiegel - Vladan Alanović - Gordan Giriček - Zoran Planinić - Joško Poljak - Mate Skelin - Martin Müürsepp - Julius Nwosu - Pops Mensah-Bonsu - Dimos Dikoudis - Nikos Chatzivrettas - Theodoros Papaloukas - Nikos Zisis - Gintaras Einikis - Darjuš Lavrinovič - Ramūnas Šiškauskas - Darius Songaila - Zoran Erceg - Boban Marjanović - Nenad Krstić - Dragan Tarlać - Miloš Teodosić - Viacheslav Kravtsov | - Erazem Lorbek - Matjaž Smodiš - Mirsad Türkcan - Victor Alexander - Marcus Brown - Patrick Eddie - Chuck Ewans - Jamont Gordon - Marcus Gorée - Antonio Granger - Michael Jennings - Trajan Langdon - Rusty LaRue - Curtis McCants - Sammy Mejia - Terence Morris - Marcus Webb - Sonny Weems - Edmond Wilson - David Vanterpool - Óscar Torres |

## Antrenori pe sezoane
| 1953–54 | Evgenii Alexeev     |
| 1954–55 | Evgenii Alexeev     |
| 1955–56 | Evgenii Alexeev     |
| 1956–57 | Evgenii Alexeev     |
| 1957–58 | Evgenii Alexeev     |
| 1958–59 | Evgenii Alexeev     |
| 1959–60 | Evgenii Alexeev     |
| 1960–61 | Evgenii Alexeev     |
| 1961–62 | Evgenii Alexeev     |
| 1962–63 | Evgenii Alexeev     |
| 1963–64 | Evgenii Alexeev     |
| 1964–65 | Evgenii Alexeev     |
| 1965–66 | Evgenii Alexeev     |
| 1966–67 | Evgenii Alexeev     |
| 1968–69 | Armenak Alachachian |
| 1969–70 | Armenak Alachachian |
| 1970–71 | Alexander Gomelsky  |

| 1971–72 | Alexander Gomelsky |
| 1972–73 | Alexander Gomelsky |
| 1973–74 | Alexander Gomelsky |
| 1974–75 | Alexander Gomelsky |
| 1975–76 | Alexander Gomelsky |
| 1976–77 | Alexander Gomelsky |
| 1977–78 | Alexander Gomelsky |
| 1978–79 | Alexander Gomelsky |
| 1979–80 | Alexander Gomelsky |
| 1980–81 | Jurij Selichov     |
| 1981–82 | Sergei Belov       |
| 1982–83 | Jurij Selichov     |
| 1983–84 | Jurij Selichov     |
| 1984–85 | Jurij Selichov     |
| 1985–86 | Alexander Gomelsky |
| 1986–87 | Jurij Selichov     |
| 1987–88 | Jurij Selichov     |

| 1988–89 | Jurij Selichov Sergei Belov   |
| 1989–90 | Sergei Belov                  |
| 1990–91 | Ivan Edeshko                  |
| 1991–92 | Ivan Edeshko Stanislav Eremin |
| 1992–93 | Stanislav Eremin              |
| 1993–94 | Stanislav Eremin              |
| 1994–95 | Stanislav Eremin              |
| 1995–96 | Stanislav Eremin              |
| 1996–97 | Stanislav Eremin              |
| 1997–98 | Stanislav Eremin              |
| 1998–99 | Stanislav Eremin              |
| 1999–00 | Stanislav Eremin              |
| 2000–01 | Valeri Tikhonenko             |
| 2001–02 | Valeri Tikhonenko             |
| 2002–03 | Dušan Ivković                 |

| 2003–04 | Dušan Ivković                                    |
| 2004–05 | Dušan Ivković                                    |
| 2005–06 | Ettore Messina                                   |
| 2006–07 | Ettore Messina                                   |
| 2007–08 | Ettore Messina                                   |
| 2008–09 | Ettore Messina                                   |
| 2009–10 | Evgeniy Pashutin                                 |
| 2010–11 | Duško Vujošević Dmitry Shakulin Jonas Kazlauskas |
| 2011–12 | Jonas Kazlauskas                                 |
| 2012–13 | Ettore Messina                                   |
| 2013–14 | Ettore Messina                                   |
| 2014–15 | Dimitrios Itoudis                                |
| 2015–16 | Dimitrios Itoudis                                |

## Palmares

### Național
Prima Ligă de Baschet a URSS
- Titluri (24): 1945, 1960, 1961, 1962, 1964, 1965, 1966, 1969, 1970, 1971, 1972, 1973, 1974, 1976, 1977, 1978, 1979, 1980, 1981, 1982, 1983, 1984, 1988, 1990

Campionatul Profesionist de Baschet al Rusiei
- Titluri (23):1992, 1993, 1994, 1995, 1996, 1997, 1998, 1999, 2000, 2003, 2004, 2005, 2006, 2007, 2008, 2009, 2010, 2011, 2012, 2013, 2014, 2015, 2016

Cupa URSS
- Titluri (3): 1972, 1973, 1982

Cupa Rusiei
- Titluri (4): 2005, 2006, 2007, 2010

### European
Euroliga
- Titluri (7): 1961, 1963, 1969, 1971, 2006, 2008, 2016
- Finalista (6): 1965, 1970, 1973, 2007, 2009, 2012

## Regionale
Liga Nord-Europeană
- Titluri (1): 2000

VTB United League
- Titluri (7): 2008, 2010, 2012, 2013, 2014, 2015, 2016